# Pygora puncticollis
Pygora puncticollis är en skalbaggsart som beskrevs av Waterhouse 1879. Pygora puncticollis ingår i släktet Pygora och familjen Cetoniidae. Inga underarter finns listade i Catalogue of Life.